# هنری و جون
هنری و جون (انگلیسی: Henry & June) فیلمی آمریکایی در سبک بیوگرافی و درام به کارگردانی فیلیپ کافمن است؛ که در سال ۱۹۹۰ منتشر شد. از ستارگانی که در این فیلم به ایفای نقش پرداخته‌اند، می‌توان به ماریا دی میدیروش، فرد وارد، اوما تورمن، ریچارد ئی. گرانت و کوین اسپیسی نام برد.
فیلم از بیوگرافی آناییز نین نویسنده شهیر آمریکایی که مؤلف کتاب دلتای ونوس است؛ ساخته شده‌است. فیلم دلتای ونوس نیز اقتباسی از کتاب آناییز نین است.

## داستان
سال ۱۹۳۱ پاریس، آناییز نین (تحت تأثیر نویسنده ای به نام لارنس، که تفکراتی دربارهٔ تحریک به رابطه جنسی دارد و به عبارتی در حال آزاد کردن ادبیات فرانسه است) در حال نوشتن دفاعیات لارنس است. همسر وی هوگو بانکداری موفق است. او برای موفقیت همسرش از آزبرن می‌خواهد تا او را با نویسنده مشهوری به نام هنری میلر که در همان سبک می‌نویسد، آشنا کند. هنری به آناییز می‌گوید که او عاشق رقصنده ای به نام جون میلر می‌شود و با او ازدواج می‌کند، جون که استعداد و نبوغ هنری را می‌بیند، او را ترغیب می‌کند که شغلش را رها کند و بر نویسندگی تمرکز کند؛ اما اینکار باعث ورشکستگی آنها می‌شود اما جون با کار در کاباره و تنفروشی خرج زندگی را می‌دهد. هنری که از موضوع مطلع می‌شود به فرانسه می‌رود ولی چون عاشق جون است دوباره به آمریکا برمیگردد و شروع به نوشتن داستان زندگی خود به نام راس الرسطان می‌کند و این نوع از زناشویی را قبول می‌کند. جون که از نوشته‌های هنری راضی نیست، تصمیم می‌گیرد به آمریکا برگردد و با دادن یادگاری، هنری را به آناییز می‌سپارد. آناییز عاشق کاراکتر هنری می‌شود و هنری هم که موضوع را می‌فهمد به او نزدیک و نزدیکتر شده و با او رابطه برقرار می‌کند. هوگو به مسافرت می‌رود و هنری نامه ای عاشقانه به آناییز می‌نویسد و با قول وفاداری به آناییز از او درخواست رابطه می‌کند. آناییز نیز رابطه با هنری را کاملاً مناسب می‌بیند و می‌گوید رابطه با هوگو بخاطر صفت مردانه اش، سخت است. آناییز که تغییر کرده و درگیر تصورات شهوانی هنری شده‌است از رابطه مخفیانه و این حس بیقراری و ماجراجویی لذت می‌برد. با بازگشت هوگو از مسافرت، آناییز برای الهام گرفتن و تکمیل نوشته‌هایش، هوگو را به کاباره می‌برد و با اجاره دو دختر، از آنها میخواد تمام مهارت خود را در رابطه به آنها نشان بدهند. آناییز ادواردو سانچز پسر عموی خود را که همیشه عاشق او بوده‌است را می‌فریبد و با او رابطه برقرار می‌کند و برای او از خواب عجیب خود با جون می‌گوید. ادواردو به او می‌گوید"لذت‌های غیرعادی برای افراد عادی مزهٔ مرگ می‌دهد" . آناییز در پی بازگشت هوگو و نداشتن رابطه با هنری به او نامه می‌نویسد و از دوری از او گلایه و احساس تنفر می‌کند. هنری که کتابش را تمام کرده به دیدن آناییز می‌رود و با او می‌خوابد و در همان لحظه‌ها هوگو به خانه برمیگردد ولی با کمک مستخدم خانه از رسوایی می‌گریزد. جون از آمریکا بازمی‌گردد و کتاب آناییز "خانه زنابامحارم" را می‌خواند و به خیانت هنری شک می‌کند. کتاب هنری در آستانه چاپ است ولی جون که مخالف خشونت کتاب است و درصد ناشر را ناعادلانه می‌داند، از هنری می‌خواهد که کار چاپ را متوقف کند و این باعث دعوا بین آنها می‌شود. آناییز که می‌خواهد جون را آرام کند، به دروغ می‌گوید که در این مدت با ادواردو بوده و او را به رختخواب می‌برد و در حال رابطه با جون از خواب عمیق هنری می‌گوید و شک جون به یقین تبدیل شده و خواب آناییز هم تعبیر می‌شود. آناییز به هوگو برمیگردد و درخواست می‌کند کتابش بعد از مرگ هوگو که حالا فیلمبردار است (آثار او در موزه نیویورک موجود است) چاپ شود. با حمایت آناییز کتاب هنری در سال ۱۹۳۴ چاپ می‌شود ولی ۲۷ سال ممنوع می‌ماند. آنها دوستان ابدی هم می‌مانند و داستانهای زیادی در مورد جون که حالا مددکار اجتماعی در آمریکا است، می‌نویسند.

## بازیگران
- فرد وارد
- اوما تورمن
- ریچارد ای گرانت
- ماریا دی میدیروش
- کوین اسپیسی
- بریژیت لائه
- گری اولدمن

## ساخت
در ساخت فیلم فیلیپ کافمن نویسنده وکارگردان فیلم، با زندگی واقعی آناییز نین در سال ۱۹۶۲ آشنا شد، که در این فیلم آناییز را با بازیگری ماریا دی میدیروش به تصویر کشید.همچنین کتاب "هنری و جون" منتشره در سال ۱۹۸۶ که فیلم بر اساس آن ساخته شده‌است نیز با دو عنوان دیگر شناخته می‌شود؛ آنها "هنری و جون: از خاطرات غیر منتظره آناییز نین و هنری و جون: از مجله عشق: خاطرات غیر منتظره آناییز نین (۱۹۳۱–۱۹۳۲)" هستند.

## نقش‌ها
این تنها فیلمی است که فرد وارد جهت شبیه تر شدن به چهره واقعی هنری میلر، سر خود را تراشیده‌است.و نیز او لنزهای چشمی آبی را بر روی چشمان قهوه رنگ ای خود قرار داده بود تا به هنری میلر واقعی بیشتر شبیه باشد.همچنین در ابتدا بروس ویلیس برای نقش هنری میلر در نظر گرفته شد.

## فیلمبرداری
این فیلم در پانزده هفته در پاییز سال ۱۹۸۹ فیلمبرداری شد.

## اکران
این فیلم در تاریخ ۵ام اکتبر ۱۹۹۰ حدود یک دهه پس از درگذشت هنری میلر واقعی در سال ۱۹۸۰ و حدود سیزده سال پس از درگذشت آناییز نین واقعی در سال 1977و همچنین حدود چهار سال پس از انتشار اولین کتاب «هنری و جون» در سال ۱۹۸۶ اکران و منتشر شد.

## جوایز
این فیلم در ۶۳امین مراسم جوایز اسکار در سال ۱۹۹۱ نامزد دریافت جایزه اسکار در بخش «بهترین فیلمبرداری» شد اما در نهایت فیلم رقصنده با گرگ‌ها برنده این بخش از جوایز مراسم اسکار شد.

## انتشار
در ابتدا انتشار این فیلم در آفریقای جنوبی ممنوع بود.

## رتبه‌بندی
هنری و جون نخستین فیلم بلندی است که با گواهی رتبه‌بندی NC-17 از انجمن سینمایی آمریکا یا "MPAA" در ایالات متحده آمریکا به بازار عرضه شد. همچنین این فیلم دارای گواهینامه رتبه‌بندی ۱۸+ در انگلیس و نیوزیلند بود اما در استرالیا دارای رتبه M است که یک گواهینامه ۱۵++ است.